# Muhammed Anees Yahiya
Muhammed Anees Yahiya (Hindi मोहम्मद अनीस याहिया; * 3. Dezember 1995) ist ein indischer Leichtathlet, der sich auf den Weitsprung spezialisiert hat.

## Sportliche Laufbahn
Erste internationale Erfahrungen sammelte Muhammed Anees Yahiya im Jahr 2017, als er bei der Sommer-Universiade in Taipeh mit einer Weite von 7,34 m in der Qualifikationsrunde ausschied. 2022 siegte er mit 8,04 m beim Qosanov Memorial und schied anschließend bei den Weltmeisterschaften in Eugene mit 7,73 m in der Vorrunde aus. Im August belegte er dann bei den Commonwealth Games in Birmingham mit 7,97 m den fünften Platz. Im Jahr darauf verpasste er bei den Hallenasienmeisterschaften in Astana mit 7,48 m den Finaleinzug.
2021 wurde Yahiya indischer Meister im Weitsprung.

## Persönliche Bestleistungen
- Weitsprung: 8,15 m (+0,9 m/s), 24. Mai 2022 in Bhubaneshwar
  - Weitsprung (Halle): 7,48 m, 10. Februar 2023 in Astana